# Bergs vatten (Kville socken, Bohuslän)
Bergs vatten är en sjö i Tanums kommun i Bohuslän och ingår i Örekilsälven-Strömsåns kustområde.